# Acanthocoleus yoshinaganus
Acanthocoleus yoshinaganus là một loài Rêu trong họ Lejeuneaceae. Loài này được (S. Hatt.) Kruijt mô tả khoa học đầu tiên năm 1988.